# Jonathan Frost
Jonathan Hugh Frost (né le 26 septembre 1964) est un évêque anglican britannique. Il est évêque de Portsmouth depuis le 18 janvier 2022. Il est auparavant doyen d'York et évêque de Southampton, évêque suffragant du diocèse de Winchester de l'Église d'Angleterre depuis 2010.

## Jeunesse et éducation
Frost est né le 26 septembre 1964. Il étudie à l'Université d'Aberdeen, où il obtient un baccalauréat en théologie (BD) en 1988. De 1991 à 1993, il suit une formation pour l'ordination à Ridley Hall, Cambridge, un collège théologique anglican évangélique. Il poursuit ses études à l'Université de Nottingham, obtenant une maîtrise en théologie (MTh) en 1999.

## Ministère ordonné

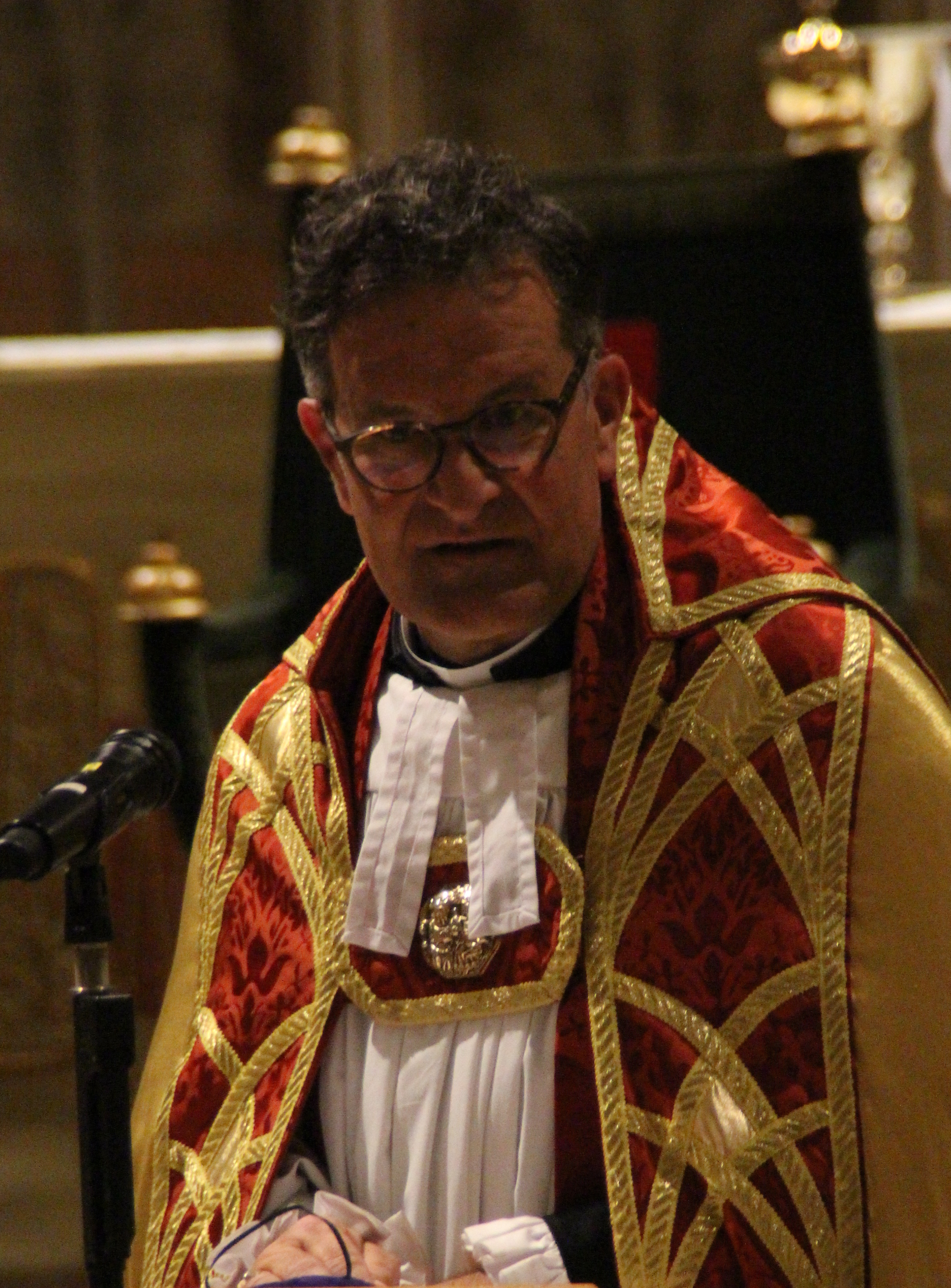
Frost, doyen d'York en 2020

Frost est ordonné diacre le 27 juin 1993 par Patrick Harris, évêque de Southwell, à Southwell Minster — juste avant de commencer sa cure à West Bridgford — puis prêtre le 2 juillet 1994 à St John's, Beeston, toujours par Harris. En 1994, parallèlement à son poste de curé, il devient aumônier de police jusqu'à ce qu'il quitte ses deux postes en 1997, date à laquelle il devient recteur d'Ash jusqu'en 2002. Frost siège également au Synode général lors de la session 2005-2010.
Avant l'épiscopat, depuis 2002, il est aumônier anglican à l'Université de Surrey et chanoine résident à la cathédrale de Guildford. En 2007, il devient aumônier coordinateur de l'université et est nommé conseiller de l'évêque de Guildford pour les relations interconfessionnelles.

### ministère épiscopal
Le 30 juillet 2010, Frost est nommé évêque de Southampton dans le diocèse de Winchester, succédant à Paul Butler (à la suite de la translation de Butler à Southwell). Il est consacré évêque à la cathédrale Saint-Paul le 30 novembre 2010.
Le 26 novembre 2018, il est nommé doyen d'York, à la tête du chapitre de la Cathédrale d'York, son installation en tant que doyen a lieu le 2 février 2019,. En mars 2019, il est également nommé évêque assistant honoraire du diocèse, avec une place à la Chambre des évêques diocésaine.
Le 8 octobre 2021, il est nommé évêque de Portsmouth, l'ordinaire du diocèse de Portsmouth. Il est élu par le Collège des chanoines le 2 décembre 2021 (devenant évêque élu) et est installé comme dixième évêque de Portsmouth le 12 mars 2022.
Depuis 2018, Frost est un oblat bénédictin.